# 23ª Divisione serba
La 23ª Divisione serba, in cirillico Двадесеттрећа српска дивизијa, in serbo-croato Dvadesettreća srpska divizija, è stata una formazione militare dell'Esercito Popolare di Liberazione della Jugoslavia, che venne costituita il 6 giugno 1944 nella Serbia centrale per partecipare alla liberazione della madrepatria durante la seconda guerra mondiale sul Fronte jugoslavo con i tedeschi e i collaborazionisti.
La grande unità, formata da tre brigate partigiane serbe, prese parte alla campagna di liberazione della Serbia e alla offensiva di Belgrado; concluse la guerra partecipando, agli ordini della 2ª Armata jugoslava, alla liberazione finale del territorio jugoslavo ancora occupato.

## Storia
La 23ª Divisione dell'Esercito popolare venne costituita inizialmente nella Serbia centrale con la 7ª Brigata serba e la 9ª Brigata serba; in un primo momento ricevette la denominazione di "3ª Divisione serba", ma dopo pochi giorni assunse il nome definitivo e anche il titolo di unità "d'assalto". La sua composizione variò durante la guerra: il 17 giugno 1944 venne aggregata la 14ª Brigata serba, mentre dal 9 ottobre al 10 novembre fece parte della divisione anche la 1ª Brigata jugoslava reclutata dall'Armata Rossa sovietica tra i prigionieri di guerra della legione croata; infine a gennaio 1945 venne assegnata di rinforzo una brigata d'artiglieria. Gli effettivi della 23ª Divisione serba aumentarono costantemente nel corso della guerra: nel mese di giugno erano presenti circa 2.000 partigiani, a ottobre 5.929, il 15 marzo 1945, i combattenti erano 8.854 che salirono a circa 14.000 ad aprile.
Fino al 6 settembre 1944 la divisione rimase sotto il controllo operativo del quartier generale partigiano della Serbia; quindi venne assegnata al XIV Korpus impegnato nei combattimenti in Serbia centrale e orientale insieme alle altre forze del cosiddetto "raggruppamento operativo meridionale", infine dal gennaio 1945 entrò a far parte della 2ª Armata jugoslava.
La nuova divisione entrò in combattimento sbaragliando nella notte del 21-22 giugno nei villaggi di Mozgovo, Crni Kal e Rujište il distaccamento cetnico della Craina; nei giorni seguenti vennero pesantemente sconfitte anche altre formazioni cetniche a Bukovik e il 28 giugno venne attaccata e conquistata la miniera Dobra sreća, mentre 30 giugno i partigiani serbi distrussero completamente un battaglione del 63º reggimento bulgaro nei pressi di Knjaževac.
Il 12 agosto la divisione serba liberò Boljevac e il 4 settembre Knjaževac, mentre due giorni dopo, il 6 settembre, entrò a far parte del XIV Korpus con il quale partecipò alle violente battaglie per la liberazione della Serbia orientale. la formazione partigiana ottenne subito un brillante successo a Zaječar il 7 settembre, combattendo contro ingenti forze tedesche, rinforzate da reparti collaborazionisti di Milan Nedić e cetnici; i nemici subirono una pesante sconfitta e la divisione catturò 20 mitragliatrici, 20 fucili mitragliatori, 500 fucili e molto altro materiale.
Fino al 22 settembre la 23ª Divisione serba combatté soprattutto contro la 1ª Divisione da montagna tedesca  nella zona di Zajecar, Negotin e Prahova, mentre dopo il 22 settembre fu impegnata, in collaborazione con la 113ª Divisione di fucilieri dell'Armata Rossa, in combattimento nei settori di Kladovo, Brza Palanka, Bor. Il 3 ottobre i partigiani liberarono Bor e Brestovac Banja. Dopo queste vittorie, la 23ª Divisione ricevette l'ordine dal quartier generale supremo partigiano, di trasferirsi dal 13 ottobre, nella zona dei villaggi di Vrčin e Ripanj per coprire il fianco destro del "1º gruppo d'armata" di Peko Dapčević e del 4º Corpo meccanizzato della Guardia sovietico, impegnati nell'offensiva di Belgrado.
Dal 17 al 20 ottobre partecipò ai combattimenti che si conclusero con la sconfitta e la distruzione del gruppo tedesco "Stettner" nella regione di Avala, Boleč e Vrčin, mentre nel mese di novembre combatté sulla riva sinistra della Morava occidentale contro la 104ª Divisione tedesca, la 7ª Divisione SS "Prinz Eugen" e altre unità del Gruppo d'armate E. Insieme alle altre formazioni del XIV Korpus liberò Čačak e Požega, poi a dicembre, combatté alle dipendenze del gruppo operativo meridionale a Ljubovija e Tuzla, prima di entrare a far parte dal 1 gennaio 1945 della 2ª Armata jugoslava con la quale prese parte agli scontri sul monte Ozren, alla liberazione di Gračanica il 24 febbraio e di Derventa il 19 aprile. Nelle operazioni finali di liberazione, la 23ª Divisione serba fu impegnata nell'operazione verso Karlovac del 24 aprile e concluse il suo impegno di guerra il 7 maggio 1945 entrando a Samobor.